# لين سينج
لين سينج (29 أكتوبر 1961 - ) (بالإنجليزية: Lynn Sing)‏ هي لاعبة كريكت جنوب أفريقية.

## وصلات خارجية
- لين سينج على موقع إي آس بي آن كريك إنفو (الإنجليزية)